# Brännskären
Östra Brännskär och Västra Brännskär är skär i Åland (Finland). De ligger i Skärgårdshavet och i kommunen Lemland i landskapet Åland, i den sydvästra delen av landet. Öarna ligger nära Mariehamn och omkring 270 kilometer väster om Helsingfors.
Arean för Östra Brännskär är 2,9 hektar och dess största längd är 290 meter i nord-sydlig riktning. Närmaste större samhälle är Mariehamn, 8,4 km nordväst om Östra Brännskär.